# 炭酸銅(II)
炭酸銅(II)（たんさんどう に、英: copper(II) carbonate）は、銅の炭酸塩である。単に炭酸銅という時には、２価の銅イオン Cu2+ と炭酸イオン CO32− と水酸化物イオン OH− から成る塩基性炭酸銅を指すことが多い。
炭酸銅(II)の正塩 CuCO3 は知られていない、とする辞典もあるが、高温高圧のCO2雰囲気下で三方晶系または単斜晶系の CuCO3 を塩基性塩から合成できる、という報告もある。